# John Paul Stevens
John Paul Stevens (ur. 20 kwietnia 1920 w Chicago, zm. 16 lipca 2019 w Fort Lauderdale) – amerykański prawnik, w latach 1975–2010 sędzia Sądu Najwyższego Stanów Zjednoczonych (Associate Justice of the United States). Pod koniec swego urzędowania Stevens był najstarszym wiekiem i stażem sędzią, a także trzecim, po swoim poprzedniku Williamie O. Douglasie i Hugo Blacku, najdłużej zasiadającym w składzie SN członkiem tej instytucji w historii.

## Wczesne lata i edukacja
John Paul Stevens przyszedł na świat w Chicago, stan Illinois, w zamożnej rodzinie, która majątku dorobiła się m.in. na hotelarstwie. Jego rodzicami byli: Ernest James Stevens (prawnik z wykształcenia) i Elizabeth Maude Street Stevens (nauczycielka języka angielskiego w liceum). Miał trzech starszych braci, z których dwóch było prawnikami.
Wyższą edukację Stevens rozpoczął w University of Chicago Laboratory School, gdzie studiował filologię angielską i w 1941 uzyskał tytuł licencjata (Bachelor of Arts). Początkowo zamierzał kontynuować studia magisterskie na tym samym kierunku, jednak szybko zarzucił ten pomysł i w przeddzień japońskiego ataku na Pearl Harbor wstąpił do Marynarki Wojennej Stanów Zjednoczonych (United States Navy). W latach 1942–1945 służył jako oficer wywiadu w rejonie Pacyfiku. Wsławił się jako członek zespołu kryptologów, których praca doprowadziła do zestrzelenia samolotu japońskiego admirała Isoroku Yamamoto w 1943; otrzymał za to później Brązową Gwiazdę (Bronze Star).
Po zakończeniu wojny Stevens wrócił do Illinois, zamierzając na nowo podjąć studiowanie filologii angielskiej. Brat Richard, który sam był prawnikiem, zdołał go jednak przekonać do nauki na wydziale prawa. W 1945 r., korzystając z przywilejów wprowadzonych na mocy ustawy o weteranach wojennych (G.I. bill), Stevens rozpoczął studia na Northwestern University School of Law. Dał się poznać jako wybitny student, osiągając najlepsze wyniki w historii uczelni, a także będąc redaktorem naczelnym uczelnianego przeglądu prawniczego (law review). W 1947 r. zakończył wyższą edukację z wyróżnieniem (magna cum laude) i uzyskał tytuł Juris Doctor (J.D.).

### Rodzina
W lipcu 22-letni Stevens ożenił się po raz pierwszy. Jego wybranką była Elizabeth Jane Sheeren, z którą ma czwórkę dzieci: syna Johna Josepha (zmarł) oraz córki Kathryn Stevens Jedlicką, Elizabeth Jane i Susan Robertę. John Paul i Elizabeth Stevensowie rozwiedli się w 1979. Niedługo potem, bo jeszcze w czerwcu tego samego roku, Stevens ożenił się z Maryan Mulholland Simon, która ma piątkę własnych dzieci.

## Kariera przed Sądem Najwyższym
Dzięki swoim świetnym wynikom na uczelni, Stevens został zatrudniony w roli asystenta (law clerk) sędziego Wileya Rutledge’a z Sądu Najwyższego Stanów Zjednoczonych. Asystentura (clerkship) miała miejsce w czasie sesji Sądu, rozpoczętej w październiku 1947 (1947–1948). Doświadczenie to wywarło głęboki wpływ na Stevensa, co unaoczniają pisane przez niego później uzasadnienia, w których wykazuje – przejętą od sędziego Rutledge’a – dużą dbałość jeśli chodzi o analizę i interpretację stanu faktycznego każdej rozpatrywanej sprawy.
Po zakończeniu współpracy z sędzią Rutledge’em, trwającej zwyczajowo przez jedną sesję Sądu Najwyższego, Stevens powrócił do Chicago, gdzie podjął pracę w kancelarii Poppenhusen, Johnston, Thompson & Raymond. Zajmował się prawem antymonopolowym. W 1949 został przyjęty do palestry.
W 1951 przeniósł się do Waszyngtonu, aby podjąć pracę w charakterze radcy prawnego jednej z podkomisji Izby Reprezentantów, zajmującej się analizą monopoli. W owym czasie uczestniczył w wielu dochodzeniach, które odbiły się szerokim echem w opinii publicznej, dotyczących szeregu przedsiębiorstw, w tym amerykańskiej ligi baseballa (Major League Baseball).
W 1952 Stevens powrócił do Chicago, gdzie – wraz z dwoma innymi młodymi prawnikami – założył kancelarię prawną Rothschild, Stevens, Barry & Myers. Kancelaria szybko zaczęła odnosić sukcesy, zaś Stevens skupiał się na prowadzeniu spraw antymonopolowych. Jego ekspercka wiedza była doceniana w kręgach akademickich, co zaowocowało propozycją prowadzenia zajęć na temat konkurencji i monopolu na Wydziałach Prawa Uniwersytetu Chicagowskiego (University of Chicago Law School) oraz Northwestern University. W latach 1953–1955 Stevens był również członkiem krajowej komisji ds. prawa antymonopolowego, powołanej przez prokuratora generalnego USA. W tym samym czasie, w trakcie wielu procesów, w których brał udział, dał się poznać jako wyśmienity adwokat. Koledzy po fachu byli pod wrażeniem jego fantastycznej pamięci i umiejętności analitycznych, a także publikacji w zakresie prawa antymonopolowego, które wyszły spod pióra Stevensa.
W 1969 Stevens został radcą prawnym tzw. Komisji Greenberga, którą powołano do zbadania zarzutów korupcji przeciwko sędziom Sądu Najwyższego Stanu Illinois. Dzięki nieustępliwości, jaką Stevens wykazywał wówczas w dążeniu do wyjaśnienia sprawy, skorumpowani sędziowie zostali zmuszeniu do rezygnacji z piastowanych stanowisk.
Rola, jaką Stevens odegrał w pracach Komisji Greenberga, uczyniła z niego osobę znaną i szanowaną. W konsekwencji zdobytej reputacji, w dniu 20 listopada 1970 prezydent Richard Nixon nominował Stevensa na stanowisko sędziego Federalnego Sądu Apelacyjnego dla Siódmego Okręgu, obejmującego takie stany jak Illinois, Indiana i Wisconsin. Podczas swojej pracy w sądzie apelacyjnym Stevens utrzymał opinię wybitnego prawniczego umysłu.

## Sąd Najwyższy Stanów Zjednoczonych

### Rzadko spotykana zgodna nominacja
Kolejny, ostatni już, szczebel w swojej karierze Stevens pokonał, kiedy wieloletni sędzia Douglas ogłosił zamiar przejścia na emeryturę. W Białym Domu urzędował wówczas Gerald Ford, który na wakujące miejsce mianował właśnie sędziego Stevensa. Stevens został stosunkowo szybko zatwierdzony przez Senat 99 głosami bez ani jednego głosu sprzeciwu. Głosowali za nim zarówno wpływowi republikańscy konserwatyści, jak Strom Thurmond czy Roman L. Hruska, jak i liberalni demokraci, jak Ted Kennedy i Hubert Humphrey. Stevens został zaprzysiężony w grudniu 1975.

### Ewolucja światopoglądowa i obecna sędziowska filozofia
Orzekając w sądzie apelacyjnym Stevens uważany był za umiarkowanego konserwatystę. Na początku swojej kadencji w Sądzie Najwyższym zajmował umiarkowane stanowiska. W tamtym okresie zagłosował za przywróceniem kary śmierci w sprawie Gregg v. Georgia oraz opowiedział się przeciwko braniu pod uwagę rasy przy rekrutacji do szkół wyższych w sprawie Regents of the University of California v. Bakke. Po objęciu przez Williama H. Rehnquista funkcji prezesa Sądu Najwyższego oraz dołączeniu Antonina Scalii do składu sędziowskiego, kiedy to Sąd Najwyższy skręcił wyraźnie w stronę konserwatywną, Stevens zaczął przesuwać się w kierunku swoich bardziej liberalnych kolegów w takich dziedzinach jak prawo do aborcji (Planned Parenthood v. Casey, Stenberg v. Carhart), prawa gejów (Romer v. Evans, Lawrence v. Texas), prawa stanów (United States v. Lopez, Gonzales v. Raich), kara śmierci (Atkins v. Virginia), rozdział kościoła od państwa (Van Orden v. Perry) czy też kontrola dostępu do broni (District of Columbia v. Heller). W 2000 r. Stevens należał do mniejszości (obok Davida Soutera, Ruth Bader Ginsburg i Stephena Breyera), która stanowczo wystąpiła przeciwko orzeczeniu Sądu Najwyższego uznającego niekonstytucyjność ponownego przeliczenia głosów oddanych na Florydzie w wyborach prezydenckich, czym usankcjonowano zwycięstwo George’a W. Busha.
Nie da się jednoznacznie zdefiniować poglądów prawnych sędziego Stevensa, który przez lata wykazywał charakterystyczną dla siebie niezależność i umykał stereotypowym podziałom na konserwatystów i liberałów, co znajdywało odzwierciedlenie w stosunkowo dużej liczbie zgłaszanych przez niego zdań równoległych (concurring opinions). Co do zasady, przykładał dużą wagę do wnikliwej analizy stanu faktycznego sprawy, wykazywał też szacunek do ocen i opinii innych organów, w tym Kongresu (należał do zwolenników korzystania z tzw. historii ustawodawczej, tj. materiałów wytwarzanych w toku prac legislacyjnych, takich jak raporty komisji, opinie prawne, stenogramy z odbytych posiedzeń i debat). Stevens, w odróżnieniu od innych sędziów, zazwyczaj sam pisał wstępne projekty uzasadnień, nie delegował również swoich asystentów do pracy w zespole, którego zadaniem było opiniowanie wniosków do Sądu Najwyższego (cert pool).

## Przejście w stan spoczynku
9 kwietnia 2010, na niespełna dwa tygodnie przed swoimi 90. urodzinami, sędzia Stevens ogłosił zamiar przejścia w stan spoczynku. 10 maja 2010 prezydent Barack Obama ogłosił swoją kandydatkę na jego następczynię, którą została Elena Kagan. Stevens zakończył urzędowanie 29 czerwca, gdy dobiegła końca sesja sądu i rozpoczęła się tradycyjna, trzymiesięczna przerwa w jego pracach.